# A42 (motorväg, Tyskland)
A42 är en motorväg i västra Tyskland. Den går i väst-östlig riktning i norra delen av Ruhrområdet och är 58 km lång. Vägen börjar i Kamp-Lintfort och går till Dortmund via Norra Duisburg, Oberhausen, Bottrop, Norra Essen, Gelsenkirchen och Herne. Vägen kallas för Emscherschnellweg. Vägen är inte europaväg längs någon del av sträckan, den korsas däremot av europavägarna E34, E35 och E41.

## Historia
Vägen byggdes på 1970-talet mellan A45 (Dortmund) och trafikplats Bottrop-Süd. Den andra delen mellan Bottrop och Duisburg-Nord byggdes ut på 80-talet. Den tredje delen av sträckan, den mellan Duisburg och Kamp-Lintfort byggdes också ut på 80-talet.

## Vägstandard
Vägen har två filer i vardera riktning mellan Tpl. Castrop-Rauxel Ost (d.v.s. Dortmund) och Tpl. Bottrop-Süd. Väster om den sträckan har vägen tre filer i vardera riktning.

## Framtida utbyggnad
Vägen kommer inte inom en snar framtid att byggas ut. Man kommer i framtiden förlänga några motorvägar som kommer korsa A42, vilket kräver ny korsningar.
Det motorvägar som kan tänkas att korsa A42 i framtiden är:
- A31, vilken kommer korsa A42 mellan trafikplatserna Oberhausen-Neue Mitte och Bottrop-Süd.
- A52, vilken kommer korsa A42 vid Tpl. Essen-Nord.
- A41, vilken kommer korsa A41 vid Tpl. Gelsenkirchen-Schalke. A41 är idag på planeringsstadiet.

## Trafikplatser
|  | Nr | Skyltning                                   |
|  | 1  | Kamp-Lintfort (Fyrvägskorsning)             |
|  | 2  | Moers-Nord                                  |
|  | 3  | Duisburg-Baerl                              |
|  |    | Beeckerwerther Brücke                       |
|  | 4  | Duisburg-Beeckerwerth                       |
|  | 5  | Duisburg-Beeck                              |
|  |    | Hochstraße (320 m)                          |
|  | 6  | Duisburg-Nord (Fyrvägskorsning)             |
|  | 7  | Duisburg-Neumühl                            |
|  | 8  | Oberhausen-West (Fyrvägskorsning) E 34 E 35 |
|  | 9  | Oberhausen-Buschhausen                      |
|  | 10 | Oberhausen-Zentrum                          |
|  | 11 | Oberhausen-Neue Mitte                       |
|  | 12 | Bottrop-Süd                                 |
|  |    | Rhein-Herne-Kanal-Brücke                    |
|  | 13 | Essen-Nord (Fyrvägskorsning)                |
|  | 14 | Essen-Altenessen                            |
|  | 15 | Gelsenkirchen-Heßler                        |
|  | 16 | Gelsenkirchen-Zentrum                       |
|  | 17 | Gelsenkirchen-Schalke                       |
|  | 18 | Gelsenkirchen-Bismarck                      |
|  | 19 | Herne-Wanne                                 |
|  | 20 | Herne-Crange                                |
|  | 21 | Herne (Fyrvägskorsning)                     |
|  | 22 | Herne-Baukau                                |
|  | 23 | Herne-Horsthausen                           |
|  | 24 | Herne-Börnig                                |
|  | 25 | Castrop-Rauxel-Bladenhorst                  |
|  | 26 | Castrop-Rauxel                              |
|  | 27 | Castrop-Rauxel-Ost (Fyrvägskorsning) E 41   |
|  | 27 | Dortmund-Bodelschwingh                      |